# Deiodinase
Deiodinase (ou iodeto peroxidase ou "Monodeiodinase") é uma enzima peroxidase envolvida na ativação ou inativação de hormônio tireoidianos.

## Tipos
Os tipos de iodinase incluem:
| família                 | grupo prostético | genes            |
| ----------------------- | ---------------- | ---------------- |
| Iodotironina deiodinase | selênio          | DIO1, DIO2, DIO3 |
| Iodotirosina deiodinase | flavina          | IYD              |

A iodotirosina deiodinase libera iodo, para reuso, a partir de tirosinas iodinadas. A iodotirosina deiodinase emprega um mononucleotídeo de flavina como cofator e  pertence à superfamília das  NADH oxidase/flavin redutase .
A iodotironina deiodinase catalisa a liberação de iodo diretamente dos hormônios tireoidados. Elas são proteínas de membrana dependentes de seleno-cisteína com um domínio catalítico semelhante a  Peroxiredoxins (Prx). As 3 isoformas, deiodinase tipo I, II e III, contribuem para a ativação e inativação do hormônio precursor T4 (tiroxina) em T3 (triiodotironina) ou rT3 (triiodotironina reversa) em células alvo. As enzimas catalizam uma eliminação redutiva do iodo (as diferentes isoformas atacam diferentes posições da tironina),  oxidando a si mesmas, de forma similar a Prx, seguindo a isso uma reciclagem redutiva da enzima

## Resposta à fome
Em jejum intenso, a deiodinase (nominalmente, Deiodinase I) é inibida, baixando a taxa metabólica basal. Contudo, no encéfalo, no coração, nos músculos esqueléticos e na tireóide isso não acontece, devido à função homeostática ( os músculos esqueléticos regulam o calor através do tremor. Isso é atingido devido a expressão de  deiodinase II em vez de deiodinase I, mais comum em outros tecidos periféricos. 

## Selênio
O selênio, grupo prostético da iodotirosina deiodinase como selenocisteína,é essencial para a determinação dos níveis de  T3 circulantes. A deficiência de selênio pode levar a queda nos níveis de  T3 .